# (1931) Čapek
(1931) Čapek – planetoida z grupy pasa głównego asteroid okrążająca Słońce w ciągu 4 lat i 19 dni w średniej odległości 2,54 j.a. Została odkryta 22 sierpnia 1969 roku w Hamburg-Bergedorf Observatory w Bergedorfie przez Luboša Kohoutka. Nazwa planetoidy pochodzi od Karela Čapka (1890-1938), wybitnego czeskiego pisarza. Przed nadaniem nazwy planetoida nosiła oznaczenie tymczasowe 1969 QB.